# Васашерна, Кнут Эдгар
Кнут Эдгар Васашерна (швед. Knut Edgar Wasastjerna; 6 октября 1867, Тавастгус — 12 апреля 1935, Кауниайнен) — финский архитектор.

## Биография
Родился 6 октября 1867 года в Тавастгусе, в Великом княжестве Финляндском.
В 1891 году окончил Политехнический институт в Гельсингфорсе.
С 1892 по 1905 годы работал в самом крупном архитектурном бюро «Гран, Хедман и Васашерна».
С 1905 по 1907 годы работал в архитектурном бюро «Кнут Васашерна и Густав Линдберг».
Скончался 12 апреля 1935 года в Кауниайнене.

## Творчество
| Город        | Объект                                  | Фото | Год  | Адрес                                       | Комментарии                               |
| ------------ | --------------------------------------- | ---- | ---- | ------------------------------------------- | ----------------------------------------- |
| Гельсингфорс | Доходный дом и контора «Васа Актиебанк» |      | 1899 | Eteläesplanadi, 12                          | в составе бюро «Гран, Хедман и Васашерна» |
| Гельсингфорс | Ресторан «Клиппан» на о. Луото          |      | 1900 | Luoto (Klippan) Helsinki                    | при участии С. Линдквиста                 |
| Гельсингфорс | Дом                                     |      | 1902 | Bernhardinkatu, 3                           |                                           |
| Гельсингфорс | Дом «Сириус»                            |      | 1905 | Fabianinkatu, 4 / Pohjonen Makasiinikatu, 7 | при участии Густава Линдберга             |
| Гельсингфорс | Дом                                     |      | 1905 | Kristianinkatu, 5                           |                                           |
| Рига         | Доходный дом Нестерова                  |      | 1906 | Andreja Pumpura iela, 5                     | с Г. Линдбергом и А. Ванагсом             |